# Innocenti

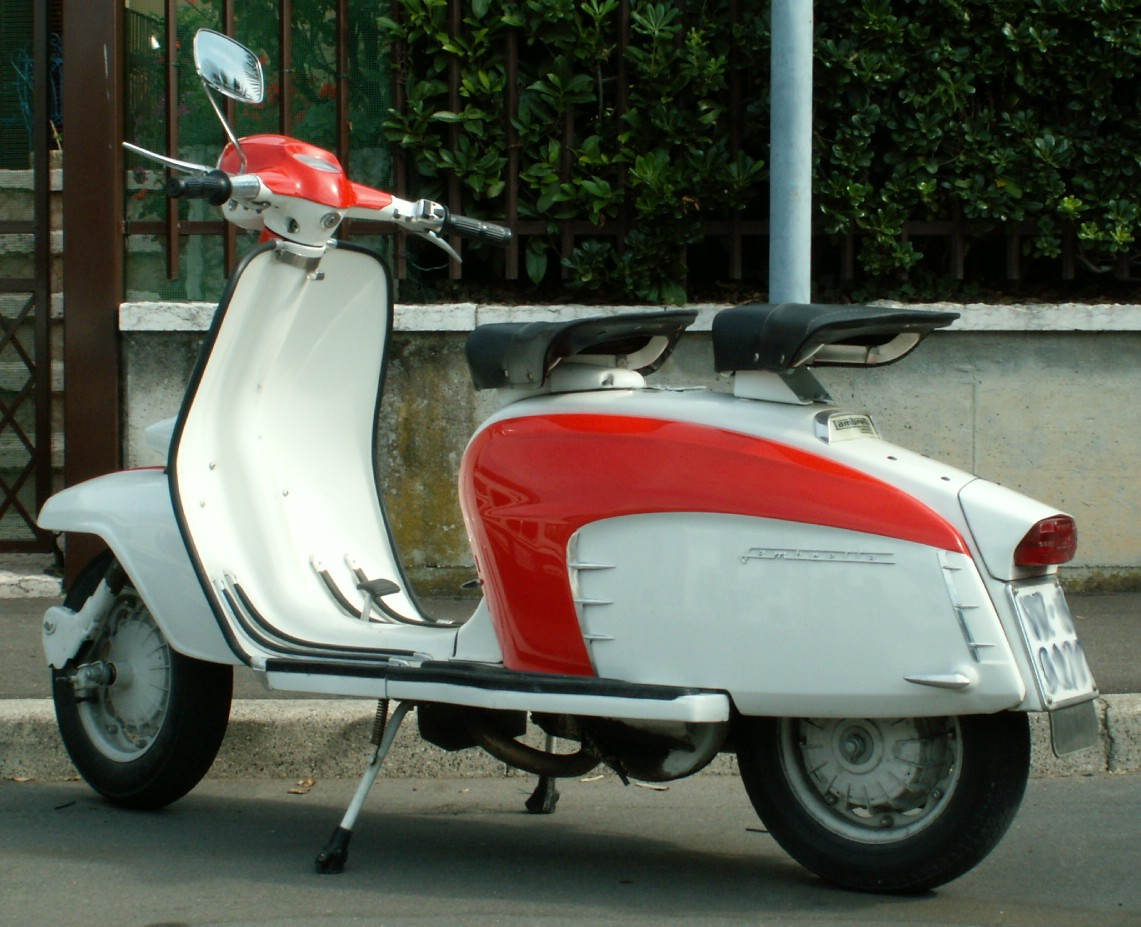
Innocenti Lambretta

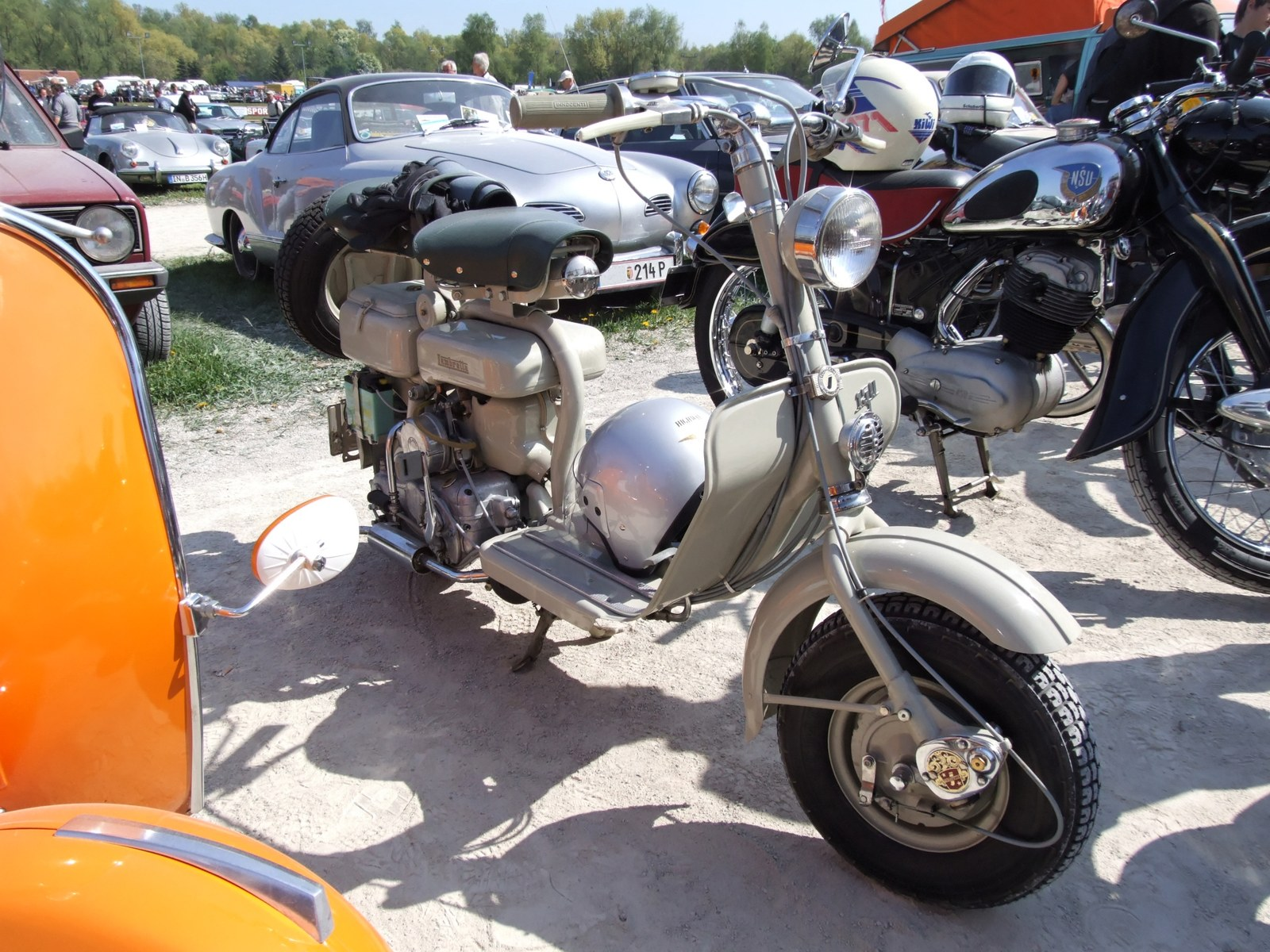
Innocenti Lambretta 150 d

Die Società Anonima Fratelli Innocenti war ein italienischer Fahrzeughersteller. 1931 eröffnete Ferdinando Innocenti in Lambrate bei Mailand einen stahlbearbeitenden Betrieb, der recht gut lief. Als der Krieg kam, stellte er die Produktion auf Kriegsgüter um. Nach dem Zweiten Weltkrieg widmete sich Innocenti der Planung und Entwicklung eines Rollers mit Zweitaktmotor, der 1947 in Serie ging. Dieser war die legendäre Lambretta; der Lambretta-Roller wurde zum großen Erfolg. Er ermutigte den Hersteller, in den Automobilbau einzusteigen.

## Modelle
Das erste Pkw-Modell von Innocenti war ein Lizenzbau des Austin A40. Später kamen weitere modifizierte Lizenzprodukte der British Motor Corporation hinzu, aber auch eigenständige Produkte. Den Mini stellte Innocenti als Innocenti Mini ebenso her wie den Austin Allegro, der hier die Bezeichnung Innocenti Regent erhielt. Außerdem verband Innocenti im Mini Bertone die britische Technik mit einer italienischen Karosserie.
Der Gründer starb 1966, danach kaufte British Leyland das Unternehmen. In den drei Jahren, die das italienische Unternehmen in englischem Besitz war, wurde die Lambrettaproduktion nach Indien verlagert. Bereits 1975 kaufte Alejandro de Tomaso den Autohersteller und baute wieder vorwiegend in Lizenz.
Ab 1974 baute Innocenti die Nachfolger des modernisierten Minis und wurde zum drittgrößten italienischen Automobilhersteller. Der als Innocenti Mini auf den Markt gebrachte Wagen bekam eine neue, von Bertone gestaltete Karosserie mit großer Heckklappe. Die Innocenti Mini Small 90 und 120 hatten die britischen BMC-A-Motoren mit 998 cm³ und 32 kW (44 PS) sowie 1275 cm³ und 47 kW (64 PS). Die sportlich aufgemachte Version Innocenti Mini DeTomaso mit Spoilerstoßstangen und einer mattschwarzen Lufthutze auf der Motorhaube gab es nur mit 1275 cm³.
1982 lief der Vertrag zwischen De Tomaso und Leyland aus. Von da an baute Innocenti Daihatsu-Motoren in seine Fahrzeuge, wie zum Beispiel in den nun Innocenti Mini 3 Turbo DeTomaso genannten Wagen einen 993 cm³ großen Dreizylinder-Motor mit obenliegender Nockenwelle, der dank eines Turboladers 53 kW (72 PS) leistete. Innocentis wurden dann auch über das Daihatsu-Händlernetz vertrieben. Ende 1986 fusionierte Innocenti mit Maserati und war für die Endmontage der Maserati Biturbo tätig, finanziell rentierte sich dieses Vorgehen jedoch nicht. Ende der 1980er Jahre fertigte Innocenti den Yugo in Lizenz für den italienischen Markt, der als Innocenti Koral verkauft wurde. Des Weiteren wurden damals auch Produktionsstätten in Argentinien, de Tomasos Heimatland, errichtet, die den Innocenti Elba (ein Fiat-Duna-Kombi) für den südamerikanischen Markt produzierten.
1990 ging das Unternehmen an den Fiat-Konzern über; die Marke Innocenti wurde ab 1997 nicht mehr verwendet. In Italien wurde noch eine Zeit lang der Fiat Duna als Innocenti angeboten. Nach Ausbruch des Jugoslawienkrieges im Jahre 1992 wurden 500 Yugo-Cabriolets von Innocenti in Italien gefertigt. Dabei wurden die von Zastava gefertigten Teile in Italien zusammengebaut und dort als Innocenti Koral Cabrio verkauft.

## Galerie

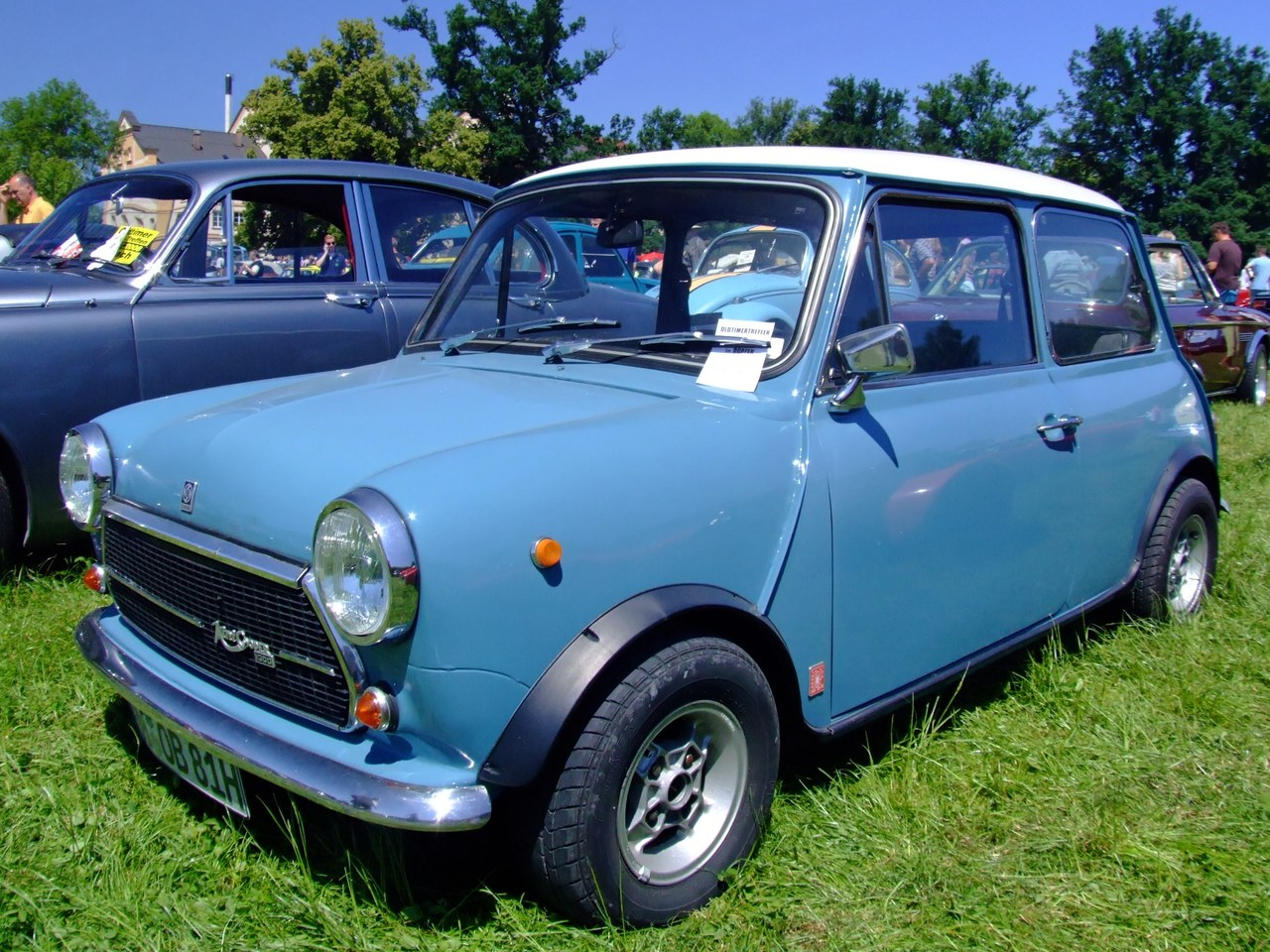
Innocenti Mini Cooper 1300 Export (Typ B39/7)
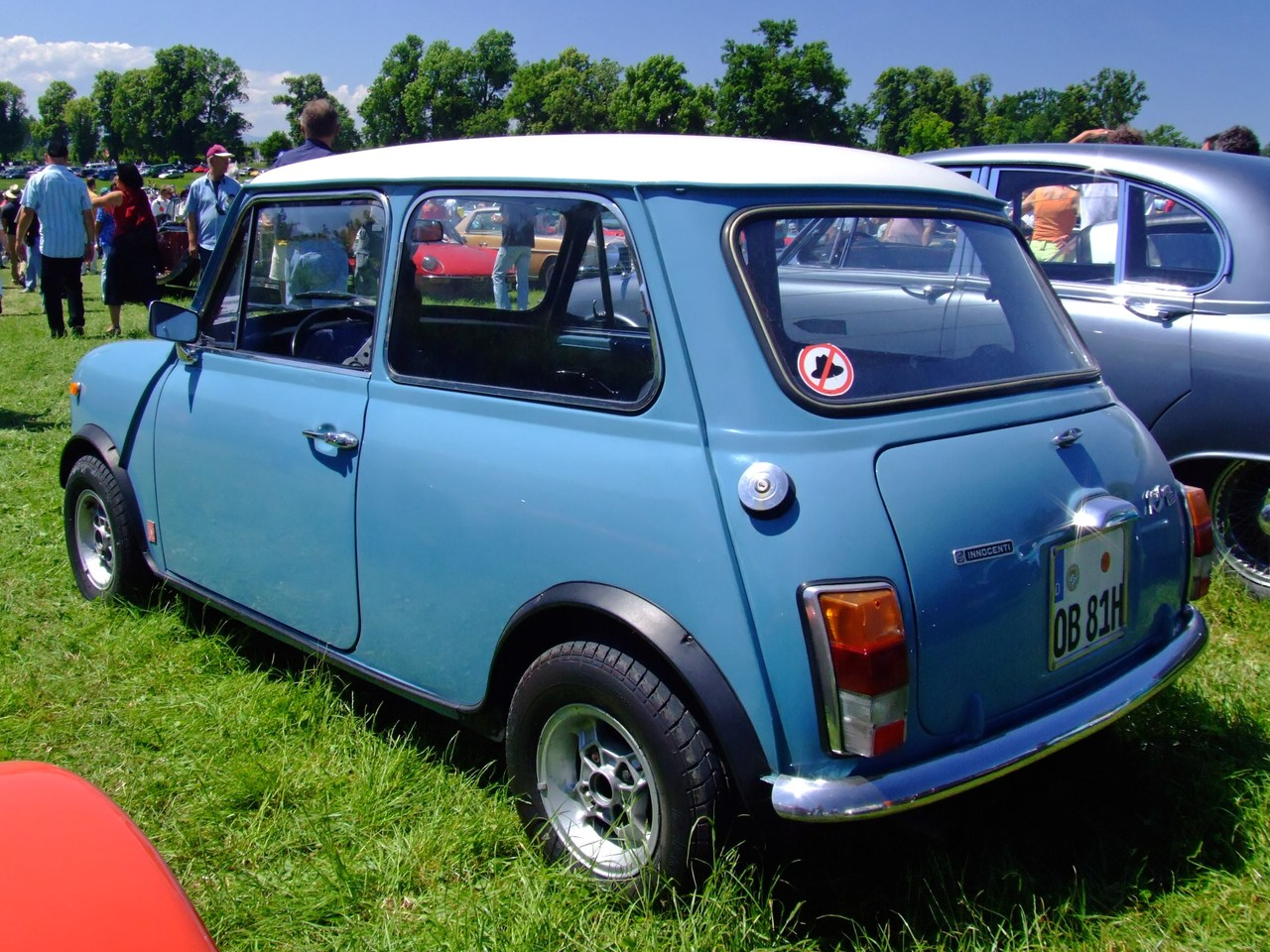
Innocenti Mini Cooper 1300 Export (Typ B39/7)
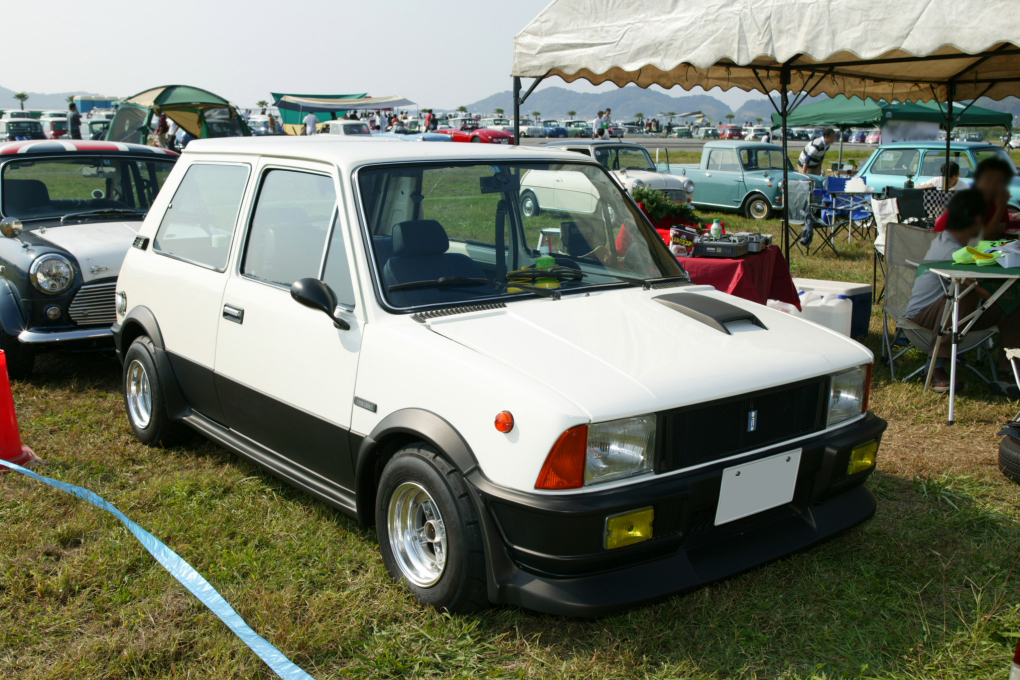
Innocenti Mini De Tomaso
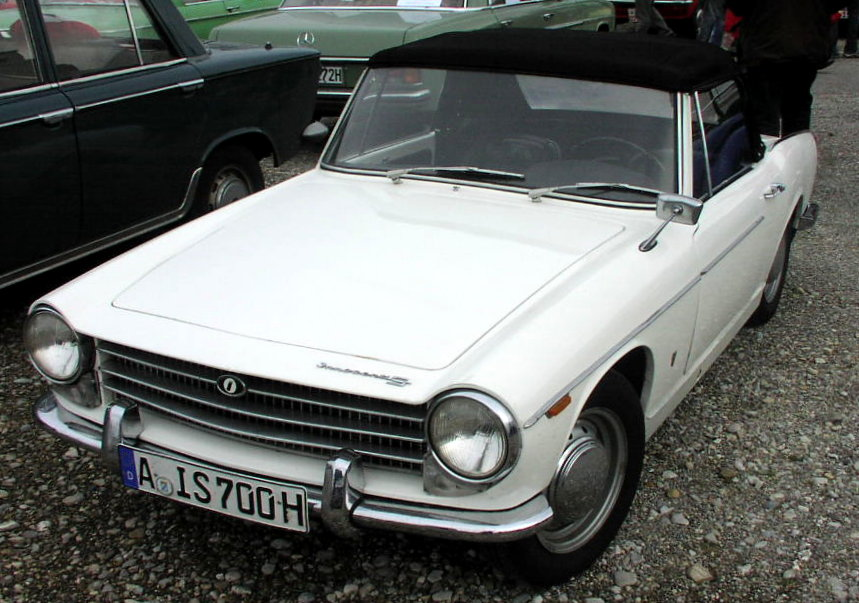
Innocenti S 1100
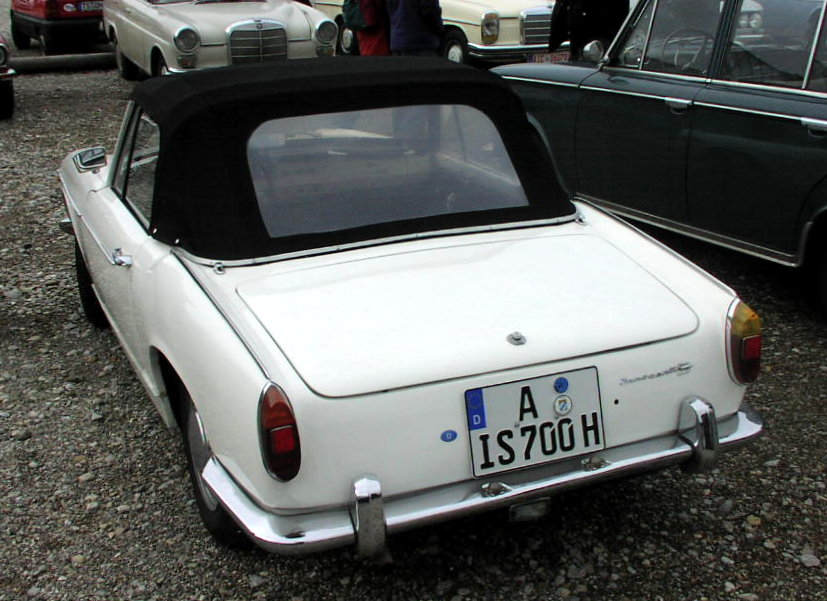
Innocenti S 1100
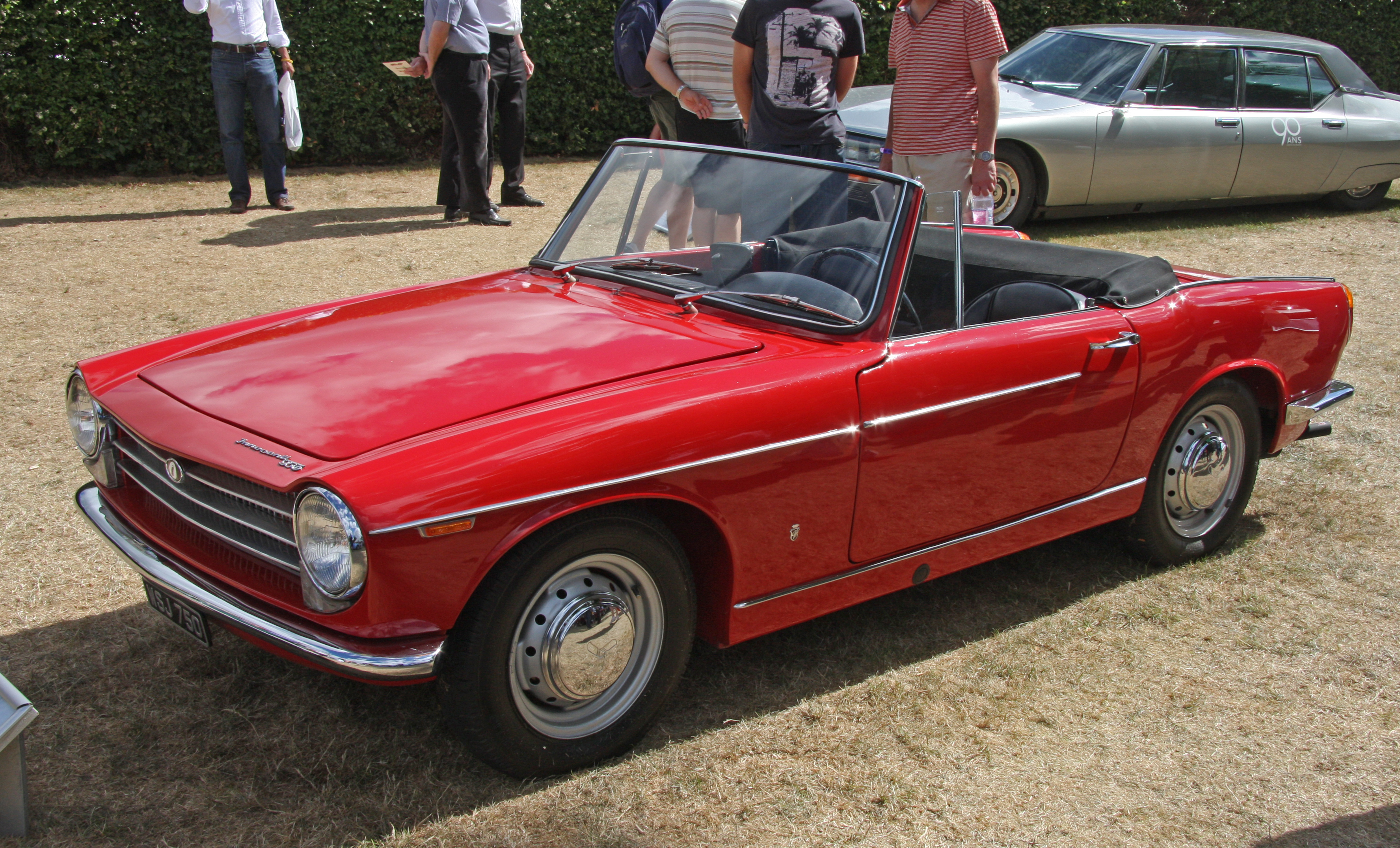
Innocenti 950 Sport